# شبل العليا (جبلة)

تعديل مصدري - تعديل

شبل العليا محلة تابعة لقرية شبل، التابعة لعزلة جبل رعوين بمديرية جبلة إحدى مديريات محافظة إب في الجمهورية اليمنية، بلغ تعداد سكانها 39 حسب تعداد اليمن لعام 2004.